# Fukomys bocagei
Fukomys bocagei is een zoogdier uit de familie van de molratten (Bathyergidae). De wetenschappelijke naam van de soort werd voor het eerst geldig gepubliceerd door de Winton in 1897.

## Voorkomen
De soort komt voor in centraal Angola, noordwestelijk Zambia en zuidelijk Congo-Kinshasa.